# Bradicinina
La bradicinina és un pèptid de nou aminoàcids sintetitzat per la proteòlisi del cininogen que duu a terme multitud de funcions en l'organisme. És alliberada en resposta a estats inflamatoris, traumes o cremades. Destaca per ser un potent vasodilatador, augmentar la permeabilitat vascular, estimular receptors del dolor o provocar la contracció de la musculatura llisa no vascular. Els efectes d'aquest pèptid estan mediats a través de receptors acoblats a proteïnes G, els receptors de les cinines B1 i B2. Els inhibidors de la bradicinina s'han relacionat amb el desenvolupament de certes patologies com l'angioedema hereditari o l'asma.

## Història
L'any 1909 els investigadors Abelous i Bardier van observar, en injectar orina en sang, l'efecte d'hipertensió arterial. Més tard, Frey i Werle van descobrir la presència del cininogen d'alt pes molecular en l'orina, del qual en deriva la bradicinina, com a responsable d'una acció vasodilatadora amb increment de la permeabilitat vascular. Tanmateix, no va ser fins al 1940 que es descobriren les cinines amb la identificació de la bradicinina gràcies a la recerca del Dr. Mauricio Rocha i Silva juntament amb altres dos farmacòlegs, Wilson Teixeira Beraldo i Gastão Rosenfeld. La bradicinina es va detectar al plasma sanguini d'animals després de l'addició de verí de l'escurçó Bothrops jararaca. Aquest descobriment, a São Paulo (Brasil), va inaugurar una nova era en farmacologia i fisiologia. Va ser el resultat dels estudis sobre els enzims proteolítics que Rocha i Silva va iniciar el 1939 en un moment en què el xoc circulatori es començava a relacionar amb la histamina. El descobriment de la bradicinina ha donat lloc a una nova comprensió de molts fenòmens fisiològics i patològics, incloent-hi l'esmentat xoc circulatori induït pels verins i toxines.
Al final de la dècada de 1950, la bradicinina s'havia aïllat en quantitats significatives de plasma sanguini (Elliott et al, 1959), i, finalment, la seva estructura primària va ser resolta en una carrera dramàtica entre els grups de Boissonnas i Elliott. Cal destacar, que aquesta molècula va ser el primer pèptid biològicament actiu que encaixà en la innovadora, en aquella època, fase de la síntesi de pèptids. Uns anys després, en la primera meitat dels anys seixanta del passat segle vint, el seu deixeble Sergio H. Ferreira va publicar un treball, analitzant la naturalesa i els efectes d'un extracte purificat d'aquest verí, el qual va denominar com a "Factor Potenciador de Bradicinina" (BFP).
Per altra banda, els primers passos cap a la solubilització i purificació dels receptors van ser fets per Goodfriend i col·laboradors l'any 1979. En la dècada de 1980, un gran avanç sorgí del desenvolupament dels primers anàlegs de la bradicinina amb activitat antagonista del receptor B2. En les últimes dècades s'ha relacionat la bradicinina amb la translocació de GLUC4 i, recentment, un estudi de K. Beard et al. amb rates obeses, demostraren que la presència d'aquest pèptid augmenta mínimament la translocació de GLUT4, però que la bradicinina en conjunt amb la insulina, l'augmenta significativament.
Actualment hi ha forces fronts d'investigació que tenen en compte la bradicinina, donat els nombrosos efectes que té aquesta sobre l'organisme. Hi ha investigacions enfocades a l'asma o a la hipertensió, per exemple. Per tant, és una hormona que es coneix des d'anys, però que encara s'investiga, ja que té una gran utilitat terapèutica.

## Estructura
La seqüència d'aminoàcids de la bradicinina correspon a un nonapèptid format pels aminoàcids següents: arg – pro – pro – gly – phe – ser –pro –phe –arg. Per consegüent, la seva fórmula empírica és C50H73N15O11. L'estructura del pèptid ens dona informació sobre la seva solubilitat en l'aigua. Donat que presenta sis arginines, aquestes amb càrregues polars dels seus grups bàsics, tenen una cadena lateral molt hidròfila. De la mateixa manera, els tres glutamats, amb càrregues negatives, també presenten una cadena lateral molt hidròfila, fet que propicia un elevat nivell de solubilitat en l'aigua i explica la seva funcionalitat en els sistemes biològics.

## Síntesi

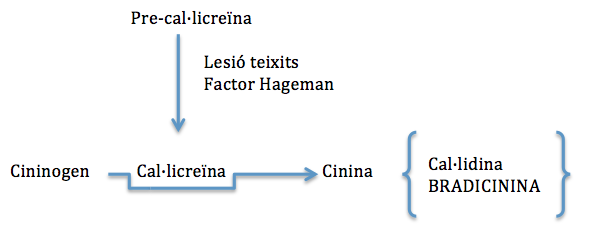
Esquema general de la síntesi de bradicinina

Donat que la bradicinina pertany concretament al grup de les cinines, és considerada un potent polipèptid amb un mecanisme de síntesi similar a la resta de cinines. La síntesi d'aquest grup de proteïnes és produïda per enzims proteolítics a través de globulines α2 del plasma o de líquids tissulars. La particularitat de la bradicinina rau en el fet que és sintetitzada per l'enzim cal·licreïna, que transforma la α2-globulina en cal·lidina. Posteriorment, la cal·lidina a partir de la cal·licreïna donarà lloc a la bradicinina. En altres paraules, l'activitat del sistema cal·licreïna-cinina produeix la bradicinina mitjançant la proteòlisi del seu precursor, el cininogen de pes molecular elevat (CEPM), a partir de l'enzim cininogenasa. Lògicament, el cininogen és una substància inactiva, la qual serà activada per la cal·licreïna. Cal esmentar que el procés de formació d'aquesta hormona peptídica està vinculat habitualment a una resposta envers un dany. És per aquest motiu que es produeix localment en els teixits. D'aquesta manera, el mecanisme d'activació de la bradicinina es pot explicar, per exemple, a partir d'un trauma. Aquest dany produeix un augment de bradicinina que augmenta la permeabilitat vascular, la sortida de cèl·lules, líquids i altres molècules com les cinines, el factor Hageman i pre-cal·licreïnes. Un cop el factor Hageman es posa en contacte amb superfícies carregades negativament, com els cristalls d'urat o el col·lagen, és activat. Això permet que la pre-cal·licreïna esdevingui cal·licreïna activa, que catalitza la transformació del cininògens d'alt pes molecular en bradicinina. Això augmenta significativament la concentració de bradicinina en l'espai extravascular.

## Metabolisme
En l'ésser humà, la bradicinina és eliminada per l'acció de tres cinases; l'enzim convertidora d'angiotensina (ECA), l'aminopeptidasa P (APP), i la carboxipeptidasa N (CPN), que despleguen les posicions 7-8, 1-2 i 8-9 respectivament. Aquests paràmetres ens indiquen que la vida mitjana de la bradicinina en el plasma és de menys d'un minut. D'altra banda la BK 1-5 (arg – pro – pro – gly – phe), és a dir, el fragment d'aminoàcids 1-5 de la molècula, ha estat identificada com un complex metabòlic d'estabilitat major, en el plasma, que la bradicinina completa, donat que la seva vida mitjana s'estén de 86 a 101 minuts. Així, la mesura d'aquest metabòlit BK 1-5 és un indicador per preveure alteracions patològiques vinculades a la generació de bradicinina.

## Efectes
La bradicinina és una hormona que utilitza el nostre cos com a senyal perquè es facin nombroses accions. Actua sobre molts tipus de cèl·lules mitjançant els receptors B1 (lleument) i B2. Aquesta unió receptor-bradicinina dona lloc a un gran nombre d'efectes:
- La bradicinina és un potent vasodilatador dependent de l'endoteli. La seva acció provocarà un augment del diàmetre dels vasos sanguinis del lloc on actuï, incrementant el flux sanguini.[9] Això donarà rubor a la zona.
- Augmenta la permeabilitat vascular que permetrà la sortida a l'espai intersticial de cèl·lules (glòbuls blancs) i de diferents molècules, que variaran la pressió osmòtica de dins i fora dels vasos, fent que hi hagi un flux d'aigua des dels vasos cap a l'espai extravascular. Aquest fet provoca una disminució de la pressió sanguínia donat que hi haurà un volum inferior de líquids en el plasma i els vasos tindran un diàmetre superior per l'efecte vasodilatador de la bradicinina. L'actuació de la bradicinina portarà a un excés de líquids o edema en la zona intersticial a conseqüència de l'osmosi.

La sobre activació de bradicinina és la conseqüència de la malaltia Angioedema Hereditari, conegut també com a Angioneuròtic edema.
També es creu que en casos d'asma participa la bradicinina, provocant un edema localitzat en bronquis petits que augmenta la resistència de les vies aèries.
- Estimula receptors del dolor en la pell, en un trauma, perquè es protegeixi la zona danyada.[11]
- Provoca la contracció de la musculatura llisa no vascular en bronquis, úter i intestí. Es creu que aquesta contracció dels bronquis pot provocar tos seca en algunes persones.[12]
- Augmenta els nivells interns de calci en astròcits del neocòrtex fent que alliberin glutamat.[13]
- La bradicinina sembla tenir un paper important al néixer, on causa la constricció i l'eventual atròfia del conducte arteriós, formant el lligament arteriós entre els tronc pulmonar i l'arc aòrtic.[14]

En resum, la bradicinina és un pèptid que té, sobretot, un paper fonamental quan hi ha un dany en els teixits que provocarà l'activació de les cinines, bradicinina i cal·lidina. Aquestes realitzaran una estimulació del dolor, vasodilatació, permeabilitat vascular,... Tot això ajudarà que l'organisme pugui respondre correctament al dany ocorregut. Per tant, en certs aspectes actua de manera similar a la histamina, sense provocar inflamació.

## Receptors
Els receptors de la bradicinina són el B1 i el B2 (ambdós acoblats a la proteïna G) i contribueixen en efectes molt similars.

### Receptor B1
El receptor de la bradicinina B1 és una proteïna de la família dels receptors de 7 dominis transmembrana acoblats a proteïnes G, amb tres punts de N-glisosilació. Està codificat pel gen BDKRB1 en humans.
Els receptors B1 estan absents en la majoria de teixits normals, però són fàcilment induïbles en poques hores en condicions d'inflamació i lesió tissular; les citoquinines com IL-1 són les principals responsables d'aquesta inducció. Els receptors B1, responen al metabòlit de la bradicinina i es bloquegen de forma selectiva per diversos pèptids antagonistes. Els receptors B1 duen a terme una funció important en la inflamació i la hiperalgèsia.
La PROT B1 és sintetitzada al teixit lesionat i la unió de la Bradicinina amb el receptor condueix a un increment del nivell de l'ió calci citosòlic que finalment dona com a resultat una resposta inflamatòria aguda.

### Receptor B2
El receptor B2 és una proteïna de 364 aminoàcids de la família dels receptors amb 7 dominis transmembrana acoblats a proteïnes G (codificat pel gen BDKRB2 en humans). És expressat constitutivament en cèl·lules endotelials, fibres musculars vasculars i del sistema gastrointestinal, cèl·lules renals tubulars, mastòcits i fibroblasts i activat per la bradicinina i cal·lidina, però no pel metabòlit de la bradicinina (des-Arg9-Bradicinina). El receptor B2 s'acobla a proteïnes G (Gq i Gi).
Acoblat a Gq estimula la fosfolipasa A2 i C. L'activació de la fosfolipasa C induïda per cinina fa que augmenti IP3 (i amb això, la concentració de Ca²⁺ citosòlic) i el diacilglicol (i així l'activitat de la proteïncinasa C). S'ha demostrat que la bradicinina activa tant la proteïncinasa C depenent de l'ió Ca²⁺ com la que no depèn d'aquest ió així com a les isoformes atípiques. L'estimulació de la fosfolipasa A2 allibera àcid araquidònic dels fosfolípids de la membrana citoplasmàtica. L'àcid araquidònic alliberat pot ser metabolitzat a la forma de mediadors inflamatoris potents.
Acoblat a Gi inhibeix l'adenilil ciclasa.

### Antagonistes
Amb la finalitat de trobar noves teràpies per al tractament de diferents patologies associades al receptor B2, s'han desenvolupat antagonistes peptídics i no peptídics capaços de bloquejar l'acció de la bradicinina. Entre els antagonistes peptídics del receptor B2 destaca el HOE140, més conegut com a Icatibant, un antagonista de segona generació menys susceptible a la digestió enzimàtica que els antagonistes peptídics que s'havien desenvolupat amb anterioritat, ja que conté aminoàcids no naturals a la seva seqüència aminoacídica. Actualment, està aprovat per a la seva comercialització com a tractament de l'angiodema hereditari agut. Altres antagonistes peptídics destacats són MEN16132 i B-9430. S'han dissenyat també antagonistes no peptídics que es troben en fase clínica. Alguns d'ells han demostrat ser efectius en models animals de broncoconstricció i d'inflamació de les vies respiratòries, com el grup d'antagonistes descoberts per investigadors de Fujisawa FR173657 i FR184280, així com els compostos LF 16-0687 (Anatibant) i MEN16132. Aquests compostos, tot i que encara no existeixen dades sobre la seva eficacia en humans, són potencialment adequats com a futurs agents terapèutics per a malalties respiratòries de tipus inflamatori.

## Aplicacions terapèutiques

### Potenciadors de la Bradicinina
La importància pràctica del descobriment de la bradicinina va esdevenir evident quan un dels col·laboradors de la Medical School of Ribeirão Preto a la Universitat de São Paulo, el Dr. Sergio Henrique Ferreira, va descobrir el factor potenciador de la Bradicinina (BPF) al verí botròpic.
El BPF augmenta la durada i la magnitud dels efectes vasodilatadors de la molècula provocant així la caiguda de la pressió arterial.	
Basant-se en aquesta descoberta, científics de Squibb van desenvolupar el primer d'una nova generació de potents fàrmacs anti-hipertensius, els anomenats inhibidors ACE (en anglès ACE inhibitors), com el captopril (registrat amb el nom de Capoten).

### Inhibidors de la Bradicinina
D'altra banda un dèficit de l'inhibidor de la proteasa C1 (C1-INH), un inhibidor natural de l'alliberament de bradicinina, és l'origen de diverses patologies: 
- Angioedema hereditari: el dèficit de C1-INH provoca l'alliberament excessiu de bradicinina la qual cosa desencadena un edema agut al lloc de la lesió.[17] Si la lesió que dona lloc a la inflamació es troba a les vies aèries superiors l'edema pot resultar mortal. Així doncs, tot i que és una patologia poc comú, s'han desenvolupat diversos tractaments. Inicialment es subministrava un concentrat de C1-INH purificat del plasma, però per evitar contagis i millorar-ne l'efectivitat, l'any 2008 va aprovar-se l'ús de l'Icatibant, un inhibidor sintètic molt efectiu com a tractament de les crisis agudes que pot provocar aquesta malaltia.

- Asma: per diverses causes (ambientals i genètiques) es produeix una inflamació bronquial. Aquesta inflamació, com és natural, comporta l'aparició d'un edema a la paret bronquial i també augmenta la producció de mucositat, aquests dos factors provoquen el taponament dels bronquis. Derrerament s'han estudiat els efectes de l'inhibidor de la bradicinina HOE140 (Icatibant) com a tractament de l'asma.

- Rinitis: pot aparèixer com a efecte secundàri de fàrmacs anti-hipertensius, que com hem vist abans, estimulen l'alliberament de bradicinina. Per tant, no se solen tractar amb inhibidors de la mateixa molècula donat que s'estaria contravenint l'efecte de l'inhibidor ACE.